# Chris Borup Preuss
Chris Borup Preuss (født 22. august 1992 i Sønderborg) er en dansk politiker fra Venstre, som er folketingskandidat i Sønderborg-kredsen. Han har været landsformand for Venstres Ungdom 19. september 2015 - 16. september 2017. Han var desuden formand for Dansk Ungdoms Fællesråd fra 11. juni 2019 til 4. december 2021.

## Baggrund
Chris Borup Preuss er opvokset i Gråsten, og blev student fra Sønderborg Statsskole i 2011. Han er uddannet folkeskolelærer fra Københavns Professionshøjskole.

## Politisk karriere
Han har tidligere været formand for VUs lokalforening i Sønderborg. I 2013 blev han valgt som næstformand for landsorganisationen, hvor han afløste Jens Husted. Han blev valgt til landsformand for VU i 2015 og bestræd denne post i 2 år. Han var desuden medlem af Dansk Ungdoms Fællesråds styrelse og forretningsudvalg, og var fra 11. juni 2019 til 4. december 2021 valgt som formand for DUF.
Siden 1. juni 2018 har han været erhvervspolitisk konsulent hos Landbrug & Fødevarer, men blev d. 17. februar 2020 forfremmet til seniorkonsulent og skiftede til Landbrug & Fødevarers public affairs afdeling.
I april 2022 meddelte han, at han ville gå efter at overtage Ellen Trane Nørbys folketingskreds, efter at hun meldte sin afgang, og han vandt kampvalget om kredsen. Han blev ikke valgt ind ved Folketingsvalget d. 1. november 2022, men blev med 4021 personlige stemmer 2. suppleant for Venstre i Sydjyllands storkreds.